# 胎中楠右衛門
胎中 楠右衛門（たいなか くすえもん、1876年（明治9年）9月20日 - 1947年（昭和22年）3月22日）は、日本の大正・昭和期の政治家、実業家、自由民権運動家。農林審議会議員、米穀統制調査会委員、大日本国粋会幹事長、藤原製材会社社長。

## 来歴

### 前半生

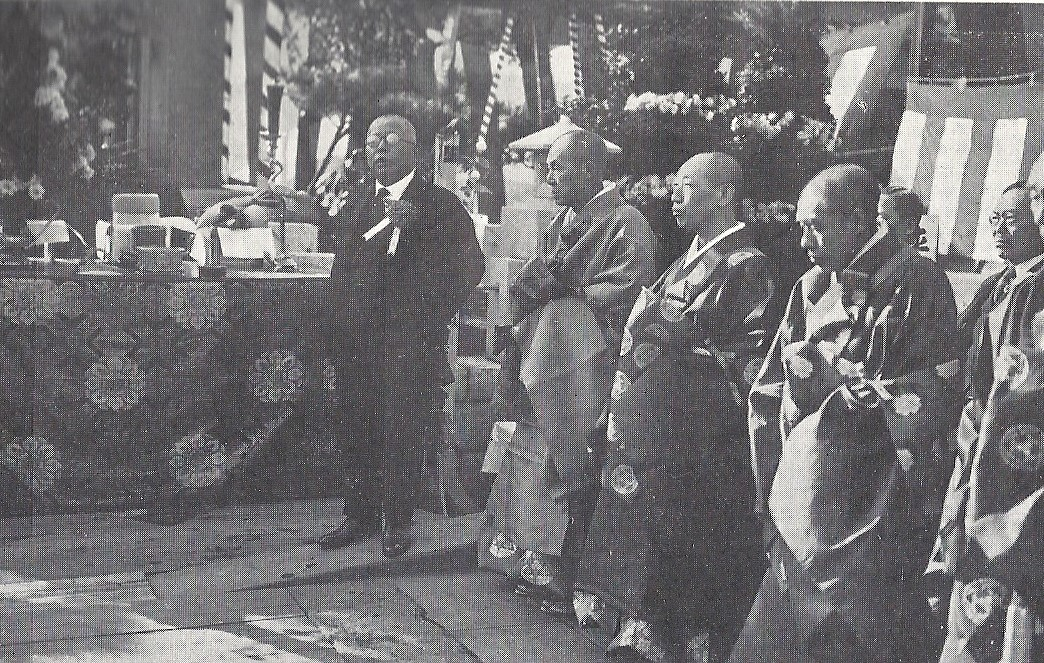
昭和12年（1937年）12月23日、浅草本願寺境内に建立された憲政碑の除幕式で挨拶する胎中楠右衛門

明治9年（1876年）9月20日、旅館業を営む胎中弥平の次男として、高知県安芸郡安芸町に生れる。母は芳子。
この明治9年（1876年）9月は、折しも明治天皇が国憲草案起創の詔勅を元老院へ御下賜された時にあたり、楠右衛門はことあるごとにそれを深く認識するようになり、晩年「憲政碑」の建立へもその思いがつながっている。
明治23年（1890年）、上京し、神奈川県愛甲郡厚木町（現・厚木市）に居を定めた。当時、加波山事件や、大阪事件など、自由党員らによる激化事件が頻発し、これに加わった者たちが高座郡、愛甲郡にも多くおり「三多摩壮士」と呼ばれ、一目を置かれていた。
この中心的な役割を果していたのが、石坂昌孝、森久保作蔵、村野常右衛門らであった。
胎中の同郷の志士で、明治維新の元勲・板垣退助が、遠く故郷を離れた地でも崇敬されているのを知り、気を良くした胎中は、血気盛んな「三多摩壮士」の侠客に交わり、自由民権思想に心酔し、同25年（1892年）1月、神奈川自由党に入党。2月、神奈川県議会の選挙に、自由党の永野茂が立候補すると、胎中は、青年弁士として壇上に立ち、初めて応援演説を行う。これが、自由党代議士・星亨の目に止まり、その知遇を得て、星亨が駐アメリカ公使となると、明治29年（1896年）6月、その後を追って渡米。初めハワイで政治活動を行うが、その後、北米の西海岸に移り、22年間在留。その間、職を転々とした。大正7年（1918年）9月、星亨門下で先輩の代議士・横田千之助（立憲政友会）の誘いを受けて帰国。
当時、胎中自身は、自ら政治家になることは考えておらず、横田を星の後継者として大成して欲しいと願い、前田米蔵、森恪らと共に立憲政友会に入党。大正8年（1919年）、板垣退助薨去の後、頭山満を顧問に迎え村野常右衛門を会長とする大日本国粋会が結成されると、胎中は幹事長に就任。大阪新報社、満洲日日新聞を通して村野常右衛門の選挙を補佐した。大正10年（1921年）10月、原敬総理の推挙を得て、ワシントン会議日本全権団の一員として、再び渡米。ワシントン、ニューヨーク間を往来して会議の進行を補佐した。

### 政治家として
大正13年（1924年）、第二次護憲運動に際し、神奈川県第五区から護憲派として出馬したが惜敗（9票差）。同年夏、地元の高知県第二区の補欠選挙に出馬したが落選した。田中義一内閣が成立すると、内閣の嘱託となって官邸を出入りし書記官長の鳩山一郎を補佐した。
昭和3年（1928年）2月、初の普通選挙となった第16回衆議院議員選挙に、神奈川県第三区から出馬し初当選。以後、3期連続当選を果した。一貫して立憲政友会に属し、農林審議会議員、米穀統制調査会委員、立憲政友会総務を歴任。
昭和4年（1929年）ベルリンで行われた「第15回万国議院商事会議」に参加。昭和初期の不景気を打開するため、農政会を結成し『農政新報』を発刊して、国民生活の向上の為にはその基盤となる農村、漁村、山村の生活向上が先決であると説いた。
戦後、公職追放となった。追放中の昭和22年（1941年）3月22日逝去。享年72歳。墓は、多磨霊園の第12区1種16側にある。

## 胎中楠右衛門を描いた小説
- 『朱鳥』田中貢太郎著、竹村書房、昭和9年（1934年）

## 補註
1. 1 2 3 4 5 6  『胎中楠右衛門氏の片鱗』山本熊太郎著、安久社、昭和17年（1942年）5月25日
2. 1 2 3  『高知県人名事典』高知県人名事典編纂委員会編、高知市民図書館、昭和46年（1971年）
3. 1 2 3 4  『政党政治家胎中楠右衛門と二つの憲政碑』高橋勝治著、明治聖徳記念学会紀要、平成19年（2007年）
4. ↑  神奈川県第五区は「高座郡、愛甲郡、津久井郡」の範囲。
5. ↑  高知県第二区は「安芸郡、香美郡」の範囲。
6. ↑  神奈川県第三区は「高座郡、愛甲郡、津久井郡」、中郡、足柄上郡、足柄下郡の範囲。
7. ↑  『農政新報』昭和4年（1929年）
8. ↑  公職追放の該当事項は「翼賛体制協議会構成員」。総理庁官房監査課 編『公職追放に関する覚書該当者名簿』日比谷政経会、1949年、612頁。NDLJP:1276156。